# Щербань, Яна Валерьевна
Яна Валерьевна Щербань (род. 6 сентября 1989, Фрунзе) — российская волейболистка, нападающая-доигровщица, мастер спорта России международного класса (2017).

## Биография
Родилась 6 сентября 1989 года в городе Фрунзе. В 1991 году с семьёй переехала в Балаково. Начала заниматься волейболом в 1996 году под руководством своей матери, тренера группы подготовки «Балаковской АЭС» Инессы Владимировны Щербань.
В 2005—2012 годах выступала за «Балаковскую АЭС» (с 2009 года — «Протон»), за исключением сезона 2007/08, который на правах аренды провела в пензенском «Университете-Визите». В 2011 году окончила Балаковский филиал Саратовской государственной академии права, получив квалификацию «юрист».
В чемпионате России-2011/12 стала лучшим игроком «Протона» по общему количеству набранных очков, а среди всех игроков Суперлиги имела четвёртый показатель по результативности по итогам предварительного этапа чемпионата и пятый за весь сезон, набрав 488 очков в 27 матчах. По окончании этого чемпионата перешла в краснодарское «Динамо», в составе которого в декабре 2012 года стала бронзовым призёром Кубка России, а в марте 2013-го — обладательницей Кубка вызова. С 2014 по 2021 год выступала за московское «Динамо» и выиграла четыре золота российских чемпионатов. Сезон 2021/22 провела в итальянской команде «Эпиу Казальмаджоре». Весной 2022 года выступала за «Локомотив», в его составе стала чемпионкой России, а затем вернулась в Италию. С января 2025 года является игроком индонезийского клуба «Джакарта Пертамина Эндуро».
В составе студенческой сборной России принимала участие в двух Универсиадах — в 2009 году в Белграде (4-е место) и в 2011 году в Шэньчжэне (бронзовый призёр). В 2009, 2011 и 2012 годах входила в расширенный состав национальной сборной России, но впервые сыграла за национальную команду 27 мая 2014 года на турнире «Монтрё Волей Мастерс», по итогам которого была признана лучшей принимающей. 1 августа того же года провела дебютный официальный матч в составе сборной России в рамках Гран-при.
В 2015—2016 годах Яна Щербань участвовала во всех турнирах национальной команды, кроме чемпионата Европы, который была вынуждена пропустить из-за травмы.
В 2017 году была удостоена звания «Мастер спорта России международного класса».

## Достижения

### В клубной карьере
- Чемпионка России (2015/16, 2016/17, 2017/18, 2018/19, 2021/22).
- Серебряный призёр чемпионата России (2014/15, 2020/21).
- Обладательница Кубка России (2018), серебряный (2016, 2019, 2020) и бронзовый (2012, 2014, 2015) призёр Кубка России.
- Обладательница Суперкубка России (2017, 2018).
- Бронзовый призёр чемпионата Италии (2023).
- Обладательница Кубка Европейской конфедерации волейбола (2023).
- Обладательница Кубка вызова (2012/13).

### В составе сборных
- Бронзовый призёр Всемирной Универсиады (2011).
- Серебряный (2015) и бронзовый (2014) призёр Гран-при.
- Обладательница Кубка Ельцина (2015).
- Бронзовый призёр «Монтрё Волей Мастерс» (2014).